# PHX Arena
Die PHX Arena ist eine Mehrzweckhalle in der US-amerikanischen Stadt Phoenix im Bundesstaat Arizona. Die Arena gehört der Stadt Phoenix und wird von der Phoenix Arena Development, L.P. betrieben. Gegenwärtig ist im Center das Team der Phoenix Suns aus der National Basketball Association (NBA), die Frauenmannschaft der Phoenix Mercury (Women’s National Basketball Association) sowie die Arizona Rattlers der Indoor Football League (IFL) ansässig. In der Nähe des Center wurde 1998 das Baseballstadion Chase Field der Arizona Diamondbacks (MLB) fertiggestellt. Zu Basketballspielen bietet die Halle gegenwärtig 18.422 Sitzplätze.

## Name
Der Namenssponsor der Arena war zunächst die Fluggesellschaft America West Airlines. Nach dem Zusammenschluss mit US Airways wurde der Name im Januar 2006 geändert. Zum Jahr 2015 lief dieser Vertrag aus. Am 2. Dezember 2014 wurde das Hotel- und Casino-Resort Talking Stick Resort in Scottsdale als neuer Namensgeber präsentiert. Nachdem die Verhandlungen über eine Vertragsverlängerung Anfang 2020 aufgrund der COVID-19-Pandemie ins Stocken geraten waren, gab Talking Stick Resort offiziell bekannt, dass der Sponsorvertrag am 6. November 2020 abgelaufen sei. Bis ein neuer Sponsor gefunden war, trug der Veranstaltungsort den Namen Phoenix Suns Arena.
Mitte Juli 2021 wurde bekannt, dass das Technologieunternehmen Footprint neuer Namensgeber geworden ist. Footprint beschäftigt sich mit der Reduzierung und Vermeidung von Kunststoffen sowie der Erforschung biologisch abbaubaren, kompostierbaren und recycelbaren Materialien. Mit der langjährigen Partnerschaft soll die Arena zukünftig CO2-neutral und frei von Einwegverpackungen aus Kunststoff werden. Zu der Vereinbarung gehören neben den Suns auch die Phoenix Mercury sowie der spanische Fußballverein RCD Mallorca, die auch im Besitz von Geschäftsmann Robert Sarver sind.
Seit dem 18. Februar 2025 sucht die Player 15 Group, Muttergesellschaft der Phoenix Suns und der Phoenix Mercury, einen neuen Namenssponsor für die Halle. Das Umwelttechnologieunternehmen Footprint hat den Vertrag über zehn Jahre vorzeitig gelöst. Bis ein neuer Sponsor gefunden ist, wird die Spielstätte den Namen PHX Arena tragen.
Die Halle trägt die Spitznamen The Stick, The Purple Place und The Snake Pit. Der Name Purple Place lehnte sich an die purpurfarbenen Zuschauersitze in der Arena an. Der Name Snake Pit (deutsch Schlangengrube) geht auf die Arizona Rattlers zurück, denn Rattlers ist der englische Begriff für Klapperschlangen.

## Geschichte
1987 erwarb eine Gruppe von Investoren, angeführt von Jerry Colangelo, das Basketball-Franchise der Phoenix Suns für die damalige Rekordsumme von 44 Millionen US-Dollar. Als neuer Besitzer trieb Colangelo den Bau einer neuen Spielstätte für die Suns voran, um das 1965 eingeweihte Arizona Veterans Memorial Coliseum zu ersetzen. Die Planungen begannen 1988 und das Architekturbüro Ellerbe Becket wurde mit dem Entwurf der Arena beauftragt. Der Bau der Arena begann mit dem ersten Spatenstich am 1. August 1990.
Rund 22 Monate später konnte am 6. Juni 1992 die Eröffnung der America West Arena mit einem Konzert des Country-Sängers George Strait gefeiert werden. Die Baukosten betrugen 89 Millionen US-Dollar. Eine Woche nach der Eröffnung bestreiten am 13. Juni die Arizona Rattlers ihr erstes Spiel in der Halle gegen die Sacramento Attack (51:36) vor mit 15.505 Zuschauern ausverkauftem Haus. Die Premiere für die Phoenix Suns mit ihren neuen Spieler Charles Barkley im ersten regulären Saisonspiel vor 19.023 Zuschauern gegen die Los Angeles Clippers (111:105) fand am 7. November des Jahres statt. Barkley erzielte in diesem Spiel 37 Punkte.
Die Mehrzweckarena mit 88 Luxus-Logen und mehr als 2.200 Club-Sitzen wurde auf einem Baugrundstück von 11 Acre (rund 44.515 m²) in Downtown Phoenix errichtet und hat eine Fläche von 1.000.000 sq ft (etwa 92.903 m²). Im März 2003 wurde die ab 2001 in drei Phasen durchgeführten Renovierungs- und Umbauarbeiten für rund 67 Mio. US-Dollar abgeschlossen. Die Veranstaltungsstätte erhielt an der Nordseite ein verglastes und klimatisiertes Atrium mit einer Fläche von 16.000 sq ft (1.486 m²). So können die Besucher vor den Veranstaltungen oder dem Kartenkauf in gekühlter Umgebung statt im heißen Wüstenklima von Phoenix warten. Des Weiteren ergänzten die luxuriöse Verve!-Lounge, ein Fanshop (325 m²), ein italienisches Restaurant (418 m²), ein Starbucks-Kaffeehaus (111 m²), ein Außen-Fernsehstudio für die Berichterstattung vor und nach den Spielen sowie Fast-Food-Imbisse und eine Bar das Gebäude. Die Modernisierungsarbeiten wurden durchgeführt, um gegenüber moderneren Arenen wie die 2003 eröffnete Glendale Arena im benachbarten Glendale konkurrenzfähig zu bleiben.
Ursprünglich bot die America West Arena 19.023 Plätze bei Basketballspielen. Ein Reduzierung auf 18.422 Plätze erfolgte im Jahr 2003 durch die Umbauten. Zur NBA-Saison 2014/15 verringerte sich das Platzangebot auf 18.055. Zu Eishockeyspielen können 16.210 Zuschauer anwesend sein. Das Spielfeld im Arena Football erlaubt 14.398 Plätze für die Fans.
Neben den Phoenix Suns wurde die Halle von weiteren Teams aus Phoenix genutzt. Die Phoenix Mercury aus der Frauen-Basketballliga WNBA spielen wegen der Renovierung seit der Saison 2020 im Arizona Veterans Memorial Coliseum. Aus demselben Grund verließen die Arizona Rattlers aus der Indoor Football League (IFL) die Halle in Richtung des Vororts Glendale in die Gila River Arena. Die Phoenix RoadRunners, das ehemalige Farmteam der San Jose Sharks, aus der Eishockeyliga ECHL waren vier Jahren von 2005 bis 2009 in der Halle ansässig. Das Eishockeyteam der Phoenix Coyotes (National Hockey League) spielte dort von der Saison 1996/97 bis in den Dezember 2003. Da die Eisfläche der Arena eigentlich zu klein war für die Vorgaben der NHL von 200 × 85 ft (rund 61 × 26 m), wurde die Kapazität auf 16.210 Plätzen verringert. Trotzdem war die Sicht von einigen Sitzen so eingeschränkt, dass die Coyotes Ende des Jahres in die neuerrichtete Glendale Arena umzogen. Zwischen 1993 und 1997 spielte außerdem die Indoor-Soccer-Mannschaft der Arizona Sandsharks (CISL) in der damaligen America West Arena.
Im Januar 2019 wurde eine umfangreiche Renovierung der annähernd 30 Jahre alten Halle beschlossen. Für umgerechnet rund 209 Mio. Euro (230 Mio. US-Dollar) planen die Stadt Phoenix und die Phoenix Suns die Umgestaltung. Die Arbeiten sollen an der Veranstaltungsstätte bis Oktober 2021 zum Beginn der neuen Saison abgeschlossen sein. Die Stadt investiert rund 135 Mio. Euro, die restlichen 74 Mio. Euro steuern die Suns bei. Im Zuge der Renovierung hat das Franchise seinen Mietvertrag für die Halle bis 2037 verlängert. Anfang November des Jahres wurden die Entwürfe vom Architekturbüro HOK für die Modernisierung veröffentlicht. Die Pläne wird das Bauunternehmen Okland Construction umsetzen. Die Pläne sehen u. a. den Austausch der etwa 17.000 Sitzplätze durch neue gepolsterte Sitze, einen neuen Videowürfel mt einer Bildschirmfläche von 330 m² (sechs Mal größer als bisher und eine 600 Prozent höhere Bildauflösung), eine 5G Ultra Breitbandversorgung für schnellere Mobilfunkverbindung für Mobile Ticketing und E-Payment per Smartphone, einen familienfreundlichen Food-Court und eine große Bar mit Blick in die Arena vor.
Ab 2020 wurde die Arena unter Namen Project 201 in Abschnitten modernisiert. Die erste Phase endete Ende 2021 und der Umbau zu 75 Prozent bewerkstelligt. Bis zum Ende des Jahres sollten es 80 Prozent sein. Zum Saisonbeginn 2021/22 schloss man die restlichen Arbeiten ab. Es wurden u. a. die Umkleidekabinen sowie Räume von Chef- und Assistenztrainern renoviert und LED-Licht in der Halle und den Räumen eingerichtet. Insgesamt wurden 17.000 Sitze und der Videowürfel mit den elektronischen Banden erneuert. Mitte Juli 2021 bestätigten die Phoenix Suns die Steigerung der Umbaukosten auf 245 Mio. US-Dollar.

## Veranstaltungen
In der Halle wurden über die Jahre verschiedenste Veranstaltungen ausgerichtet. 1995 fand in der ehemaligen America West Arena das NBA All-Star Game statt. Ein zweites Mal fand das NBA All-Star Game 2009 in Phoenix statt. 2000 machte das WNBA All-Star Game Station in der Arena. Außerdem war die Arena Austragungsort der Wrestling-Veranstaltungen WWE SummerSlam 2003 und WWE Judgment Day 2006. Des Weiteren wird die Arena als Veranstaltungsort für Boxkämpfe genutzt. Unter anderem haben dort Óscar de la Hoya und Michael Carbajal Kämpfe bestritten. Neben dem Sport finden in der Halle Ausstellungen, Konzerte, Stand-up-Comedy- und Familien-Shows wie Disney on Ice veranstaltet oder die Zirkusse Ringling Bros. and Barnum & Bailey Circus oder Cirque du Soleil sind zu Gast.

## Galerie

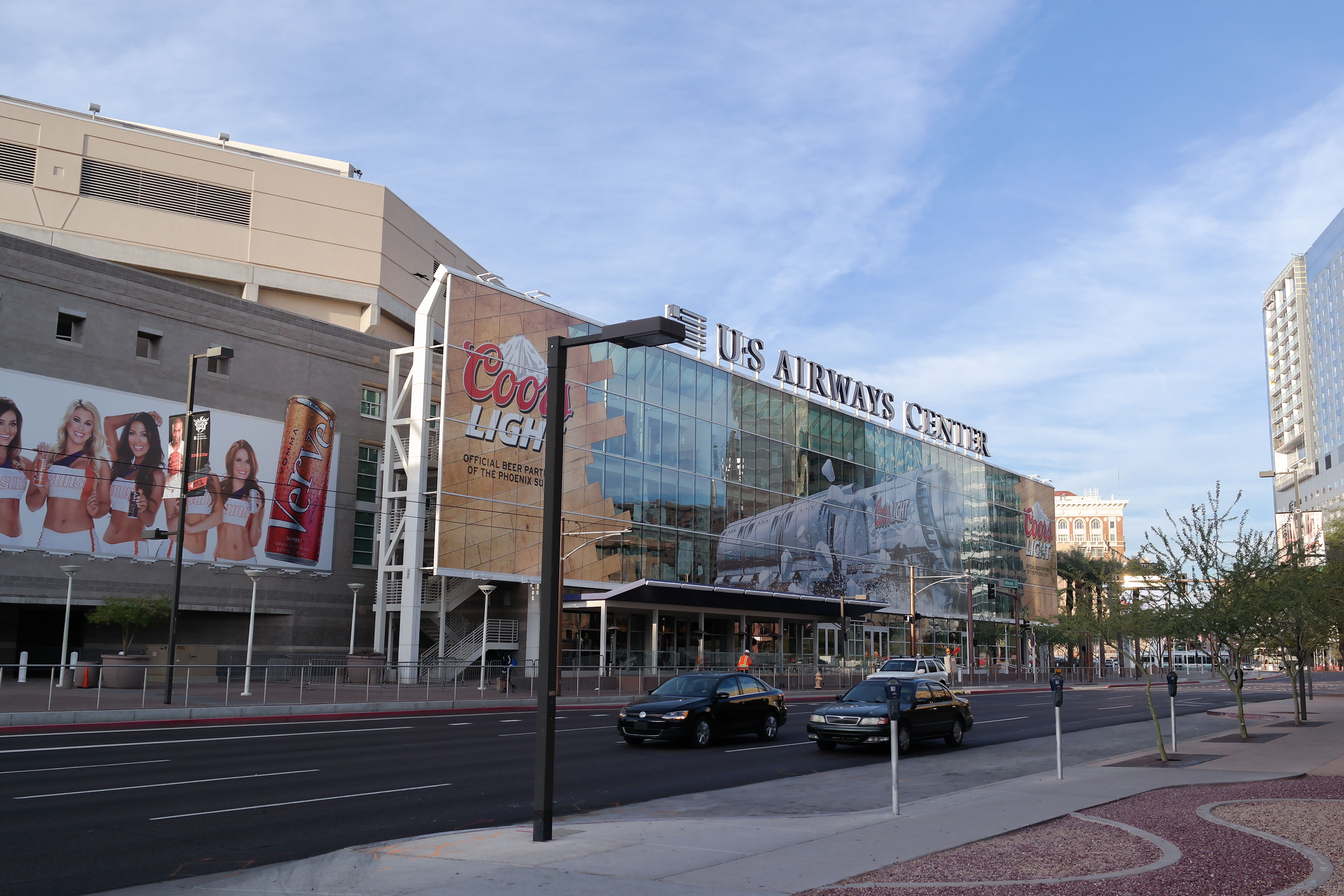
Außenansicht (2013)
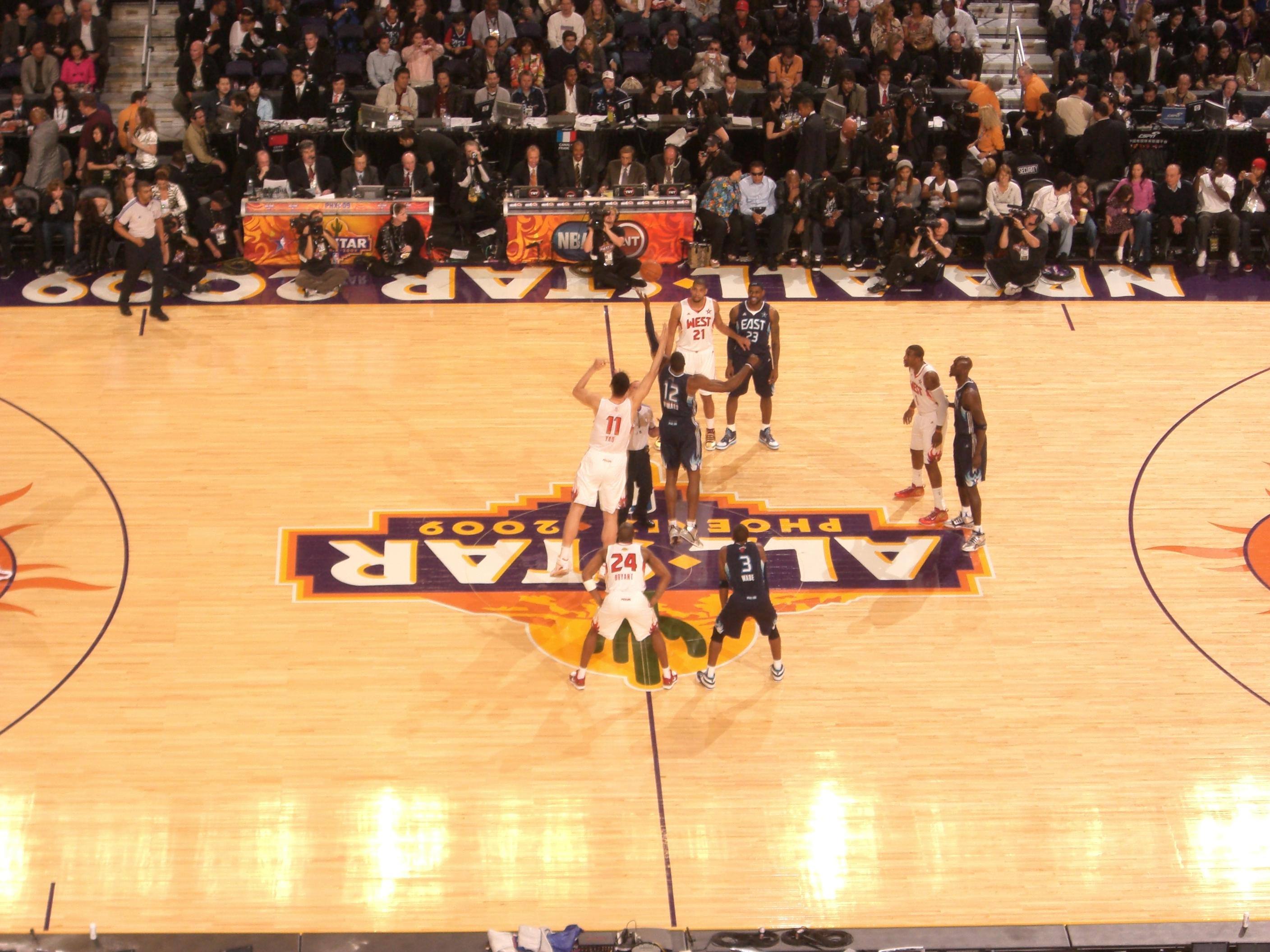
Tip-Off beim NBA All-Star Game 2009
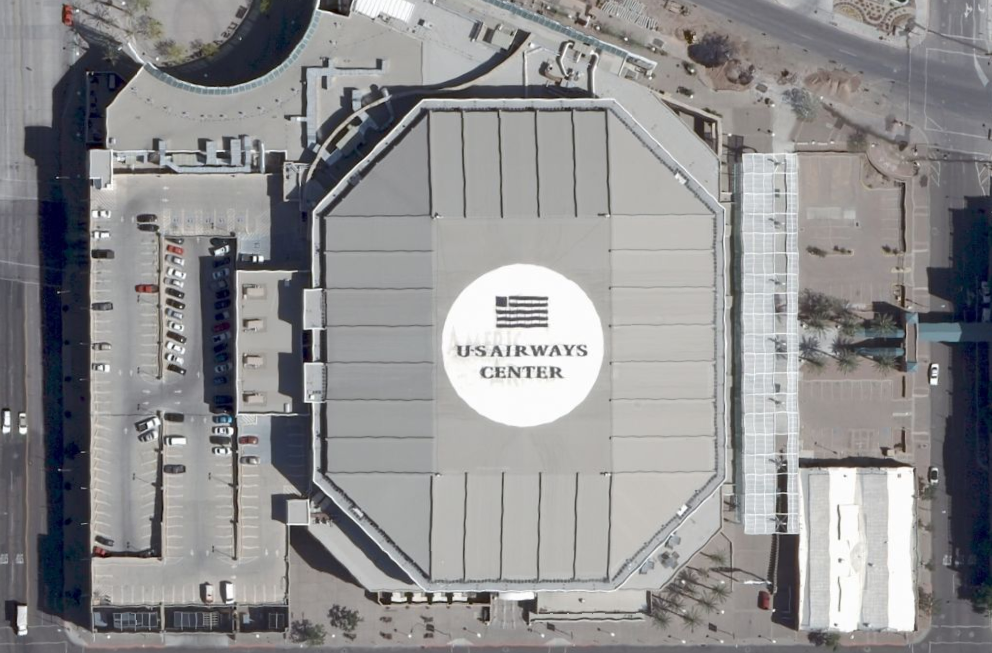
Die Arena von oben (2007)
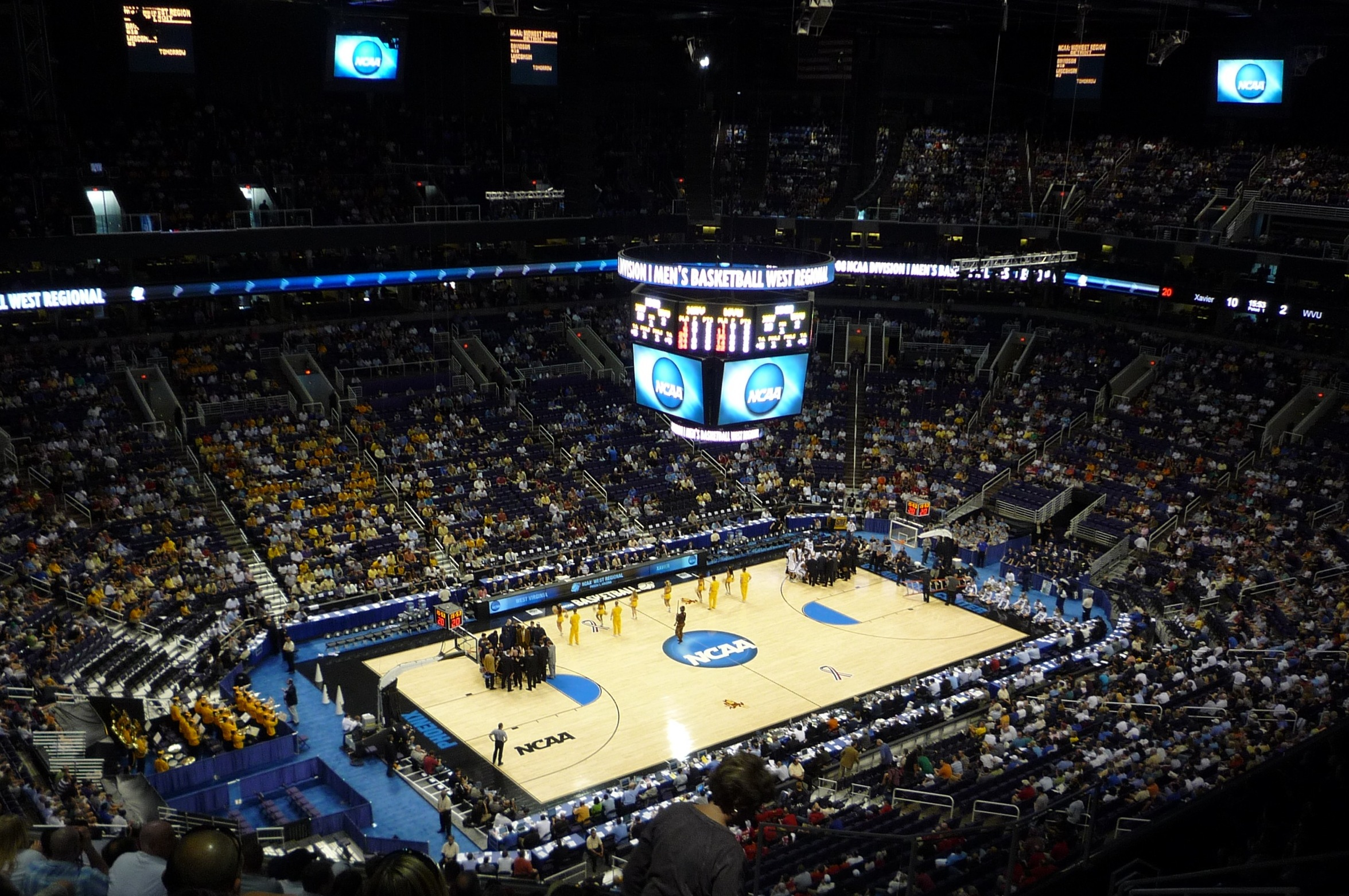
Das US Airways Center während der NCAA Men’s Division I Basketball Championship – West Regional 2008
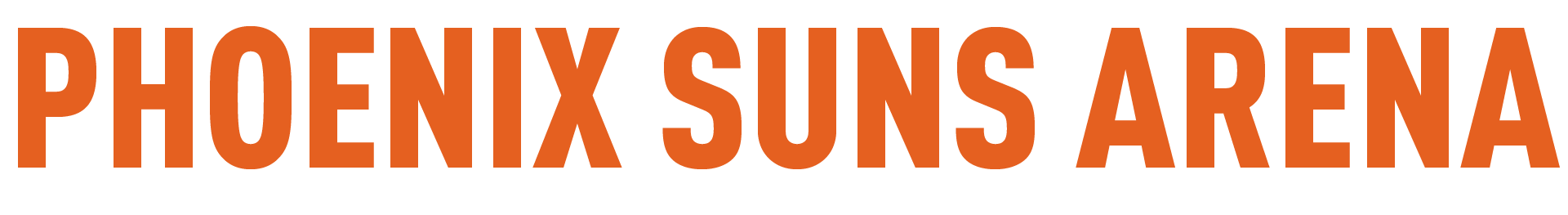
Kurzzeitiges Logo der Phoenix Suns Arena
Logo des Footprint Center